# Воскресенський Олександр Абрамович
Воскресе́нський Олекса́ндр Абра́мович (нар. 25 листопада 1809, Торжок — 21 січня 1880, Санкт-Петербург) — російський хімік-органік, член-кореспондент Петербурзької Академії наук (від 1864 року).

## Біографія

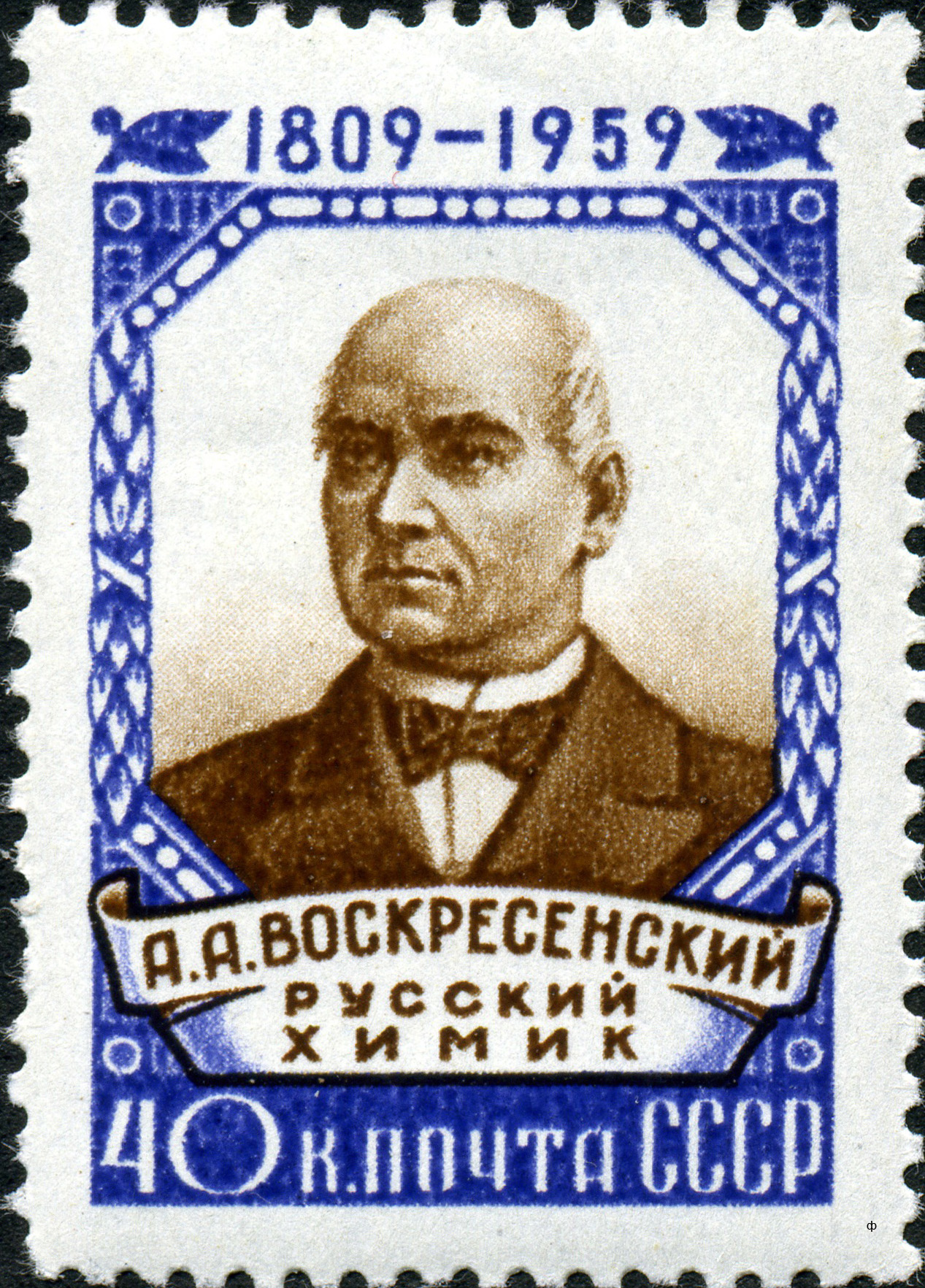
Радянська поштова марка, присвячена 150-річчю від дня народження Воскресенського

Вищу освіту Воскресенський здобув у Головному педагогічному інституті в Санкт-Петербурзі, закінчивши його у 1836 році. У 1837—1838 роках працював у Гіссенському університеті під керівництвом Юстуса фон Лібіха, а згодом — у Петербурзькому, де в 1843 році став професором. У 1863—1867 роках був ректором університету. З 1867 його було призначено наглядачем Харківського навчального округу. З цієї посади він звільнився за два роки через суперечки із міністерством щодо процесу навчання.

## Наукова діяльність
Основними дослідженнями Воскресенського були роботи з вивчення складу природних сполук. У 1838 році він визначив елементний склад нафталіну і хінної кислоти, а також склад і структуру хінону. В 1841 визначив склад виділеного ним теоброміну.
Воскресенський стояв біля витоків Російського фізико-хімічного товариства. Після його смерті у 1880 році товариством була започаткована премія імені Зініна та Воскресенського.